# Vương Thiệu Vỹ
Vương Thiệu Vỹ (tiếng Trung: 王紹偉; bính âm: Wáng Shàowĕi) là một nam diễn viên, ca sĩ và người mẫu của Đài Loan. Anh là thành viên của cả hai nhóm nhạc 5566 và 183 Club. Từng có thời điểm anh tham gia thi đấu cho Đội tuyển bóng đá quốc gia Đài Loan.

## Tiểu sử
Vương Thiệu Vỹ bắt đầu chơi bóng đá từ lúc khối lớp 3 ở các trường Tiểu học khởi động chương trình giảng dạy môn Bóng đá. Thành tựu của anh trong lĩnh vực bóng đá thì ngang ngửa với những thành tựu trong ngành giải trí. Anh có thâm niên chơi bóng đá 13 năm. Trước khi nhóm 5566 của anh ra mắt năm 2002, mọi trận thi đấu bóng đá ở Đài Loan cả quy mô lớn lẫn nhỏ đều có sự góp mặt của Vương Thiệu Vỹ trong danh sách cầu thủ. Ngày 26 tháng 6 năm 2002, Thiệu Vỹ trở thành huấn luyện viên bóng đá cho một trong những đội bóng hoạt động cộng đồng. Anh đã thể hiện một vài đường võ trong bóng đá. Với vai trò là một nghệ sĩ, anh đã giúp cải thiện hình ảnh tích cực của Đội tuyển bóng đá Đài Loan. Công ty quản lý của anh là Jungiery đã làm việc cùng để giúp anh cân bằng sự nghiệp bóng đá và hoạt động giải trí.
Năm 2004, Vương Thiệu Vỹ phát hành một cuốn sách có tựa đề 明星入門100招 (100 cách thức để trở thành Ngôi sao).
Tháng 12 năm 2007, Vương Thiệu Vỹ tham gia quảng bá album của 5566, Bravo, tại Singapore.
Ngày 18 tháng 11 năm 2007, người hâm mộ giúp anh tổ chức sinh nhật lần thứ 31, và nằm ngoài mong đợi họ đã gửi tặng anh chiếc xe Lexus Alphard trị giá 2 triệu đô la làm quà sinh nhật. Vương Thiệu Vỹ đã từ chối món quà này, thay vào đó anh chụp lại hình chiếc xe để làm kỷ niệm.
(Có báo cáo rằng nhiều fan hâm mộ của Vương Thiệu Vỹ đều có gia cảnh giàu có. Một fan người Mỹ từng có lần bay từ Hoa Kỳ sang Indonesia khi Thiệu Vỹ tham gia một hoạt động ở đó, và còn tặng anh vé máy bay khứ hồi đến Hawaii.)
Tháng 3 năm 2008, anh đổi tên mình từ 王绍偉 thành 王少偉 (cách đọc thì vẫn giữ nguyên).
Năm 2008, Thiệu Vỹ mở tiệm làm bánh đầu tiên của mình, có tên là Chú Sam (Uncle Sam). Bánh của tiệm anh được nhập khẩu từ Mỹ. Bên cạnh công việc bán bánh, anh còn bán cả các mặt hàng như áo thun, đồ chơi nhồi bông hình các nhân vật do chính anh thiết kế. Cùng năm, anh góp mặt trong bộ phim điện ảnh Drifting Flowers.
Năm 2009, anh mở tiệm thứ hai- Uncle Sam's Junior, một chi nhánh của Uncle Sam's Bakery Cafe.

## Sự nghiệp diễn xuất

### Phim truyền hình
| Năm  | Tựa phim                                                 | Vai diễn                         |
| ---- | -------------------------------------------------------- | -------------------------------- |
| 2011 | They Are Flying                                          |                                  |
| 2011 | 牽手 / Wives                                             | Giang Hạo / 江皓                 |
| 2009 | 魔女18號 / Magic 18                                      | Chu Diệu Vũ / 朱耀武             |
| 2009 | 美味赌王 / '                                             |                                  |
| 2008 | 欢喜来逗阵 Thượng đế se lầm duyên / Your Home is My Home | Thạch Michael / 石麦克 / Michael |
| 2007 | 惡女阿楚 / Mean Girl Ah Chu                              | Lăng Bình Chi / 凌平之           |
| 2006 | 剪刀石頭布 / A Game About Love                           | Vy Kỳ Tường / 韋祺祥             |
| 2006 | 愛情魔髮師 / Phép màu                                    | Lâm Nhĩ Kỳ / 林爾奇/ Richie      |
| 2005 | 王子變青蛙 / Hoàng tử Ếch                                | Từ Tử Khiên / 徐子騫             |
| 2005 | 格鬥天王 / Đấu trường tham vọng                          | (vai diễn khách mời)             |
| 2004 | 愛上千金美眉 / In Love with a Rich Girl                  | (vai diễn khách mời)             |
| 2004 | 紫禁之巅 / Vũ Vương                                      | Fire                             |
| 2003 | 千金百分百 / Ngàn vàng tiểu thư                          | (vai diễn khách mời)             |
| 2003 | 西街少年 / Thiếu niên phố Tây                            | Cô Thiên Nhạc / 辜天樂           |
| 2002 | MVP 情人 / Người tình MVP                                | Thiệu Vỹ / 紹偉                  |
| 1998 | 曾經 / Ceng Jing                                         | Viên Minh Cương / 袁明剛         |

### Phim điện ảnh
- Eternal Flower (2018)
- My Dad Is a Superstar (2013)
- Delicacy Gambling King (2009)[2][3]